# Tato en busca de la vereda del sol
Tato en busca de la vereda del sol fue un programa humorístico argentino de 1990 emitido por Canal 13 y conducido por el capo cómico Tato Bores.

## Historia
En 1990 tuvo origen el programa que duraría tan solo un año y se caracterizaría por comentar sobre el ámbito exclusivamente político de una manera sarcástica y con un toque de humor negro, característico de Tato Bores desde que emitió su primer ciclo con monólogos políticos en 1969, en Tato siempre en domingo, emitido por Canal 9.
Su Monólogo 2000  se hizo popular en este programa y fue emitido el domingo 9 de septiembre de 1990 a las 21.30 hs, donde explicó la situación política a lo largo de los últimos 30 años citando a personajes del ambiente político como el exministro Álvaro Alsogaray, José Alfredo Martínez de Hoz, Raúl Alfonsín, entre otros.
Otros de sus monólogos en este ciclo fueron sobre la deuda externa, en referencia a la presidencia de Carlos Menem, la crisis económica y la era peronista.
Algunos  de los momentos recordados fueron cuando estuvo junto a Astor Piazzolla y su bandoneón. Y el popular "Inodoro Justiciero", un sketch en el que arrojaban, metafóricamente, a un sanitario gigante a sindicalistas y políticos (hasta ministros) de aquel entonces.
El personaje de un político corrupto interpretado por el primer actor Roberto Carnaghi y los shows realizados por Camila Perissé sumaron su cuota de humor al programa.
La mayoría de sus monólogos fueron escritos por el guionista Santiago Varela, que lo acompañó entre 1988 y 1993. Es el último trabajo que realizaron juntos los hermanos Borensztein antes de separarse para dedicarse  en carreras distintas.

## Elenco
- Tato Bores
- Roberto Carnaghi
- Jorge Sassi
- Gabriela Acher
- Bettina Vardé
- Alejandro Angelini
- Bergara Leumann[5]
- Adriana Aiello
- Laura Yarmoluk

## Nominaciones y premios
- Premio Martín Fierro 1991------ mejor actor cómico (Tato Bores) ----- Nominado
- Premio Martín Fierro------- mejor programa de humor -------- Nominado
- Premio Broadcasting-----mejor programa cómico----------Ganador[6]